# Zaachila

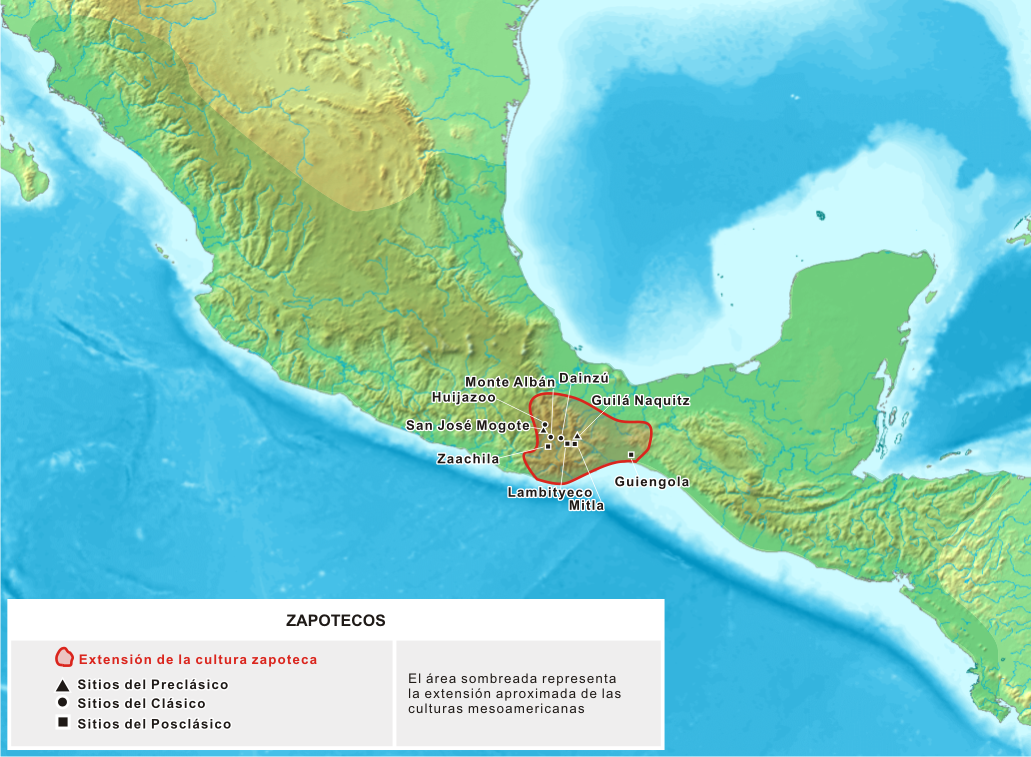
La posizione di Zaachila, con altri siti.

Zaachila (in Nahuatl: Teotzapotlan, in Mixteco: Ñuhu Tocuisi) fu una città pre-colombiana situata nello stato di Oaxaca in Messico. Fu costruita dagli Zapotechi. Nel centro si trova una piramide inesplorata, e vicino vi sono due tombe scoperte nel 1962. Si pensa che queste tombe appartengano a degli élite dei Mixtechi. 
La storia della città pre-ispanica non è chiara. Una teoria è che la città fu prosperosa dal 1100 al 1521. Un'altra è che la città venne fondata nel 1399 e che potrebbe essere una specie di Tenochtitlán più piccola (entrambe sorgono in mezzo a un lago). L'estensione della potenza della città non è conosciuta appieno perché non è possibile fare scavi estesi, in quanto vi sono delle costruzioni abitate sui tumuli.